# 列治文維爾 (紐約州)
列治文維爾（英語：Richmondville）是一個位於美國紐約州斯科哈里縣的鎮。

## 人口
根據2020年美國人口普查的數據，列治文維爾的面積為78.28平方千米，當中陸地面積為78.11平方千米，而水域面積為0.17平方千米。當地共有人口2466人，而人口密度為每平方千米32人。